# Joseph Levin Saalschütz
Joseph Levin Saalschütz (geboren am 15. März 1801 in Königsberg; gestorben am 23. August 1863 ebenda) war ein deutscher Archäologe, Historiker, Kulturwissenschaftler und Autor.
Er war zunächst Religionslehrer und Prediger in Wien und Rabbiner in Königsberg. 1824 wurde er als erster Jude von der Albertina zum Dr. phil. promoviert. 1847 habilitierte er sich als Privatdozent in hebräischer Archäologie an der Universität in Königsberg.
Im Laufe seines Lebens entfaltete er eine breit angelegte kultur- und allgemeingeschichtliche schriftstellerische Tätigkeit mit besonderem Schwerpunkt auf der biblisch-hebräischen Zeit.

## Schriften (Auswahl)
- Einige Bemerkungen über Inhalt und Disposition einer Archäologie der Hebräer. In: Zeitschrift der Deutschen Morgenländischen Gesellschaft, Band 13. 1859. S. 261–267 (Digitalisat).